# Haley McGregor
Haley McGregor, född 27 maj 1979, är en friidrottare från Australien. Hon deltog vid olympiska sommarspelen 2004.